# Università di Rennes

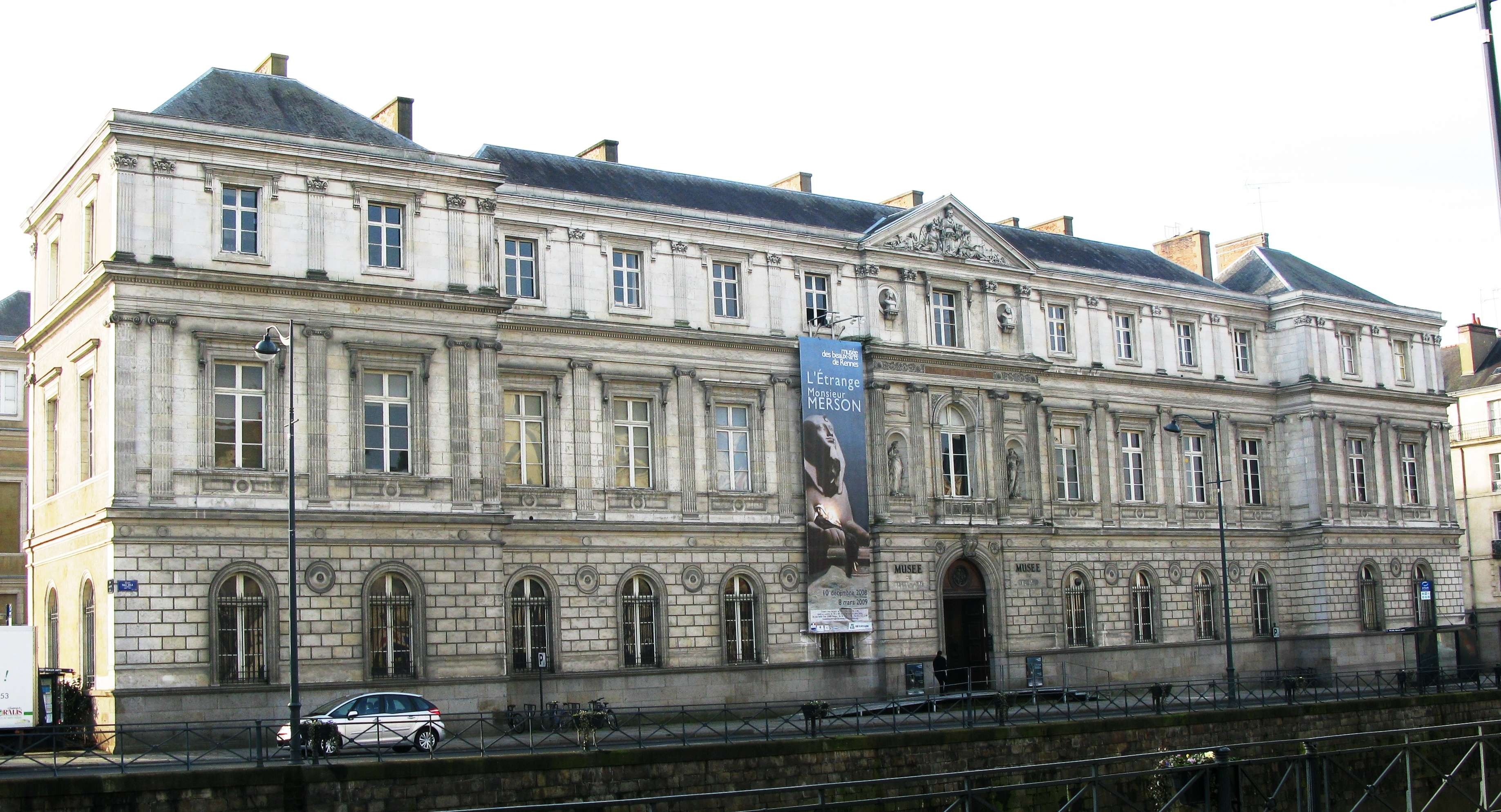
Il palazzo universitario di Rennes, attualmente Museo delle belle arti di Rennes

L'Università di Rennes è una università francese sita nella città bretone di Rennes.

## Storia
Venne fondata nel 1885 raggruppando le tre facoltà allora esistenti in città (legge, lettere e scienze). Nel 1969 venne poi suddivisa in due diversi atenei:
- Università di Rennes 1
- Università di Rennes 2 Alta Bretagna